# Rosamunda non parla... spara
Rosamunda non parla... spara (Elle cause plus... elle flingue) è un film del 1972 diretto da Michel Audiard.

## Produzione
Il film fu girato in Francia tra il 20 marzo e il 17 maggio 1972; tra i luoghi delle riprese vi furono: Champigny-sur-Marne, situato nella Valle della Marna, e l'abbazia di Royaumont, vicino a Asnières-sur-Oise, in Val-d'Oise; gli interni furono invece girati negli stabilimenti La Victorine a Nizza.

## Distribuzione
Fu distribuito in Francia a partire dal 23 agosto 1972, mentre in Italia uscì nel maggio dell'anno successivo.

## Accoglienza

### Critica
(M. Ca., Avanti!, 31 maggio 1973)
(Franco Mondini, La Stampa, 29 giugno 1973)
terza classe, e senza quel corteo di spettatori che li hanno onorati oltr'Alpe. Parafrasando una celebre frase di
Adorno, potremmo quindi dire che la «comicità», e/o il gusto del comico sono oggi più discutibili che mai, e che l'immagine di Bernard Blier, poliziotto «duro», alle prese con Annie Girardot, seduttrice e proprietaria di un campo di sterminio che fabbrica «reliquie» (cioè ossa umane) per la gloria della Chiesa più che spingere al riso provoca imbarazzo. Un imbarazzo che nasce non certo dalla violenza ideologica della denuncia, ma dalla totale assurdità di un «apologo» che non riesce ad essere una qualsiasi metafora di una circostanza storica determinata. A parte la presentazione di una polizia naturalmente imbelle e imbecllle, Audiard, da brillante dialoghista, ci offre anche I'immagine della «redenzione» dei sottoproletari strumenti di Rosamunda, e di Rosamunda stessa. Autore del «miracolo» sarà un giovane e «gentile» hippy, un biondo e barbuto Gesù, inviato tra le bidonvilles a «pacificare» gli animi dei padroni e del servi. Nel finale, Rosamunda camminerà con Gesù sulle acque, ormai felice e «liberata»: l'importante è avere la «fede», perché si può sempre rinascere con una «anima buona» quando si accetta il bacio misterioso dello straniero. Purtroppo, è proprio il nostro Michel Audiard a non essere stato toccato dalla grazia.»
(R. A., l'Unità, 4 agosto 1973)